# Ненайденко, Валентин Георгиевич
Валентин Георгиевич Ненайденко (род. 9 июля 1967, Иваново) — российский учёный-химик, с 2014 года заведующий кафедрой органической химии МГУ, профессор РАН (2016), член-корреспондент РАН по Отделению химии и наук о материалах (2025).
Окончил химический факультет МГУ (1991) и аспирантуру. В 1994 году под руководством Е. С. Баленковой защитил кандидатскую диссертацию на тему «Синтез непредельных кетонов с перфторацильной группой и гетероциклизации на их основе». Впоследствии стал доктором химических наук (2000, тема диссертации «Новые синтетические возможности сульфониевых и иминиевых солей»).
Работает на химическом факультете МГУ: младший научный сотрудник (1994), научный сотрудник (1994), старший научный сотрудник (1995), ведущий научный сотрудник кафедры химии нефти и органического катализа, лаборатории химии углеводородов (1999), профессор (2003), заведующий кафедрой (2014).
Специалист в области органической химии. Сфера научных интересов: оргсинтез, химия гетероциклических, серо- и фтор- содержащих соединений, металлокомплексный катализ, асимметрический синтез, медицинская химия. Автор более 250 научных статей и 10 монографий.
Лауреат премии Европейской Академии (1997), премии им. И. И. Шувалова 1-й степени (2001), премии Президента РФ (2004).